# هاريس دولجيفيتش
هاريس دولجيفيتش مواليد 16 نوفمبر 1993 في سراييفو، هو لاعب كرة قدم بوسني يلعب مع دينامو دريسدن كلاعب وسط. مثّل منتخب البوسنة والهرسك لكرة القدم.

## المسيرة الاحترافية

### أندية لعب لها
- نادي أولمبيك سراييفو
- نادي ساراييفو
- دينامو دريسدن

## روابط خارجية
- هاريس دولجيفيتش على موقع الاتحاد الدولي (مؤرشف)  (الإنجليزية)
- هاريس دولجيفيتش على موقع الاتحاد الأوربي (الإنجليزية)
- هاريس دولجيفيتش على موقع قاعدة بيانات كرة القدم.إي يو (الإنجليزية)
- هاريس دولجيفيتش على موقع ناشيونال فوتبول تيمز (الإنجليزية)
- هاريس دولجيفيتش على موقع Soccerway.com (الإنجليزية)
- هاريس دولجيفيتش على موقع عالم كرة القدم.نت (الإنجليزية)
- هاريس دولجيفيتش على موقع AS.com (الإسبانية)